# داستين لونغ
داستين لونغ (بالإنجليزية: Dustin Long)‏ هو لاعب كرة قدم أمريكية أمريكي، ولد في 30 نوفمبر 1981 في بومونت في الولايات المتحدة.